# Wonder Bar
Pour plus de détails, voir Fiche technique et Distribution.
Wonder Bar est un film musical américain réalisé par Lloyd Bacon avec la collaboration de Busby Berkeley, sorti en 1934.

## Synopsis
Al Wonder est le patron d'un night-club huppé de Montmartre. Il aime secrètement Inez, mais celle-ci aime Harry, un gigolo qui est aussi son partenaire à la scène. Harry a aussi pour cliente Liane Renaud, l'épouse d'un riche banquier qui la néglige. Harry a obtenu de sa cliente qu'elle lui donne un collier de diamant d'une grande valeur et qu'elle le déclare perdu, mais les inspecteurs de l'assurance enquêtent sur cette disparition. Se sentant menacé, Harry tente de fourguer le collier pour un prix en deçà de sa valeur à Al qui dans un premier temps refuse. Mais il finit par accepter par calcul quand il comprend que dès qu'il aura l'argent, Harry quittera Paris en abandonnant Inez. Liane apprenant les intentions de Harry veut partir avec lui, mais Al lui restitue le collier en lui expliquant que Harry s'est servi d'elle sans jamais l'aimer. Liane renonce alors à partir et fait semblant devant son mari d'avoir retrouvé son collier dans sa poche.
Pendant un numéro de danse où Harry est muni d'un fouet, l'ambiance se tend entre Inez et Harry. Alors que ce dernier est à deux doigts de fouetter réellement la jeune femme, Inez profite d'une position rapprochée pour le poignarder. Harry dissimule sa blessure et salue le public avant de s'écrouler dans sa loge où il meurt.
Un client nommé « le capitaine » avait quelque temps auparavant annoncé à qui voulait l'entendre qu'il allait se suicider en sortant du cabaret en précipitant sa voiture du haut d'une falaise à Saint-Cloud (sic). Al fait sortir discrètement le cadavre de Harry et l'introduit à l'arrière de la voiture du capitaine.
Pendant ce temps deux épouses de riches touristes se font séduire par des gigolos, tandis que les maris prennent rendez-vous avec des entraîneuses.
Al explique à Inez ce qu'il vient de faire pour elle, mais comprend que celle-ci est plus attirée par Tommy, le chanteur vedette de la boite de nuit que par lui et il se retire en gentleman, cédant la place. Quelque temps après on vient lui apprendre que le capitaine et Harry ont été victimes d'un accident de voiture.

## Fiche technique
- Titre original : Wonder Bar
- Titre français : Wonder Bar
- Réalisateur : Lloyd Bacon
- Créateur et réalisateur des numéros musicaux : Busby Berkeley
- Scénario et adaptation : Earl Baldwin, d'après la pièce Die Wunderbar de Geza Herczeg, Karl Farkas et Robert Katscher, et la comédie musicale The Wonder Bar, créée à Broadway en 1931
- Directeur de la photographie : Sol Polito
- Musique : Harry Warren
- Lyrics : Al Dubin
- Directeur musical : Leo F. Forbstein
- Directeurs artistiques : Jack Okey et Willy Pogany
- Costumes : Orry-Kelly
- Montage : George Amy
- Compagnie de production : First National Pictures
- Distributeur : Warner Bros.
- Genre : Film dramatique et film musical
- Format : noir et blanc
- Durée : 84 minutes
- Date de sortie :
  - États-Unis : 31 mars 1934
- Affiche : Joseph Koutachy (France)

## Distribution
- Al Jolson (VF : René Fleur) : Al Wonder
- Kay Francis : Liane Renaud
- Dolores del Río : Inez
- Ricardo Cortez : Harry
- Dick Powell : Tommy
- Guy Kibbee : Henry Simpson
- Ruth Donnelly : Mme Emma Simpson
- Hugh Herbert : Corey Pratt
- Louise Fazenda : Mme Pansy Pratt
- Hal Le Roy : Lui-même (Hal, le danseur "noir")
- Fifi D'Orsay : Mitzi
- Merna Kennedy : Claire
- Henry O'Neill : Richard, le maître-d'hôtel
- Robert Barrat : Le capitaine Hugo Von Ferring
- Henry Kolker : M. R.H. Renaud
- Spencer Charters : Pete

Acteurs non crédités
- Dave O'Brien : Un choriste
- Clay Clement : Un homme d'affaires
- Harry Woods : Le premier détective